# إريك والتر (ضابط)
إريك والتر (بالألمانية: Erich Walther)‏ هو ضابط ألماني، ولد في 5 أغسطس 1903 في Gorden ‏ في ألمانيا، وتوفي في 26 ديسمبر 1947 في NKVD special camp Nr. 2 ‏ في ألمانيا.